# 10 Pułk Huzarów (Księstwo Warszawskie)

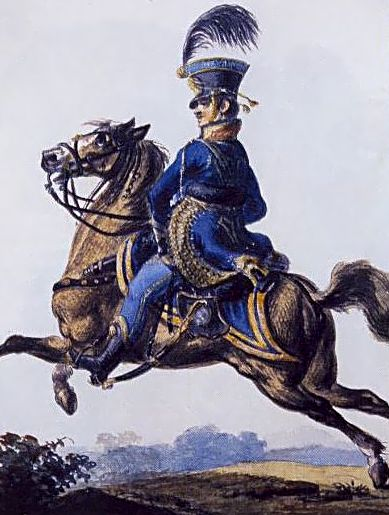
Oficer 10 Pułku Huzarów

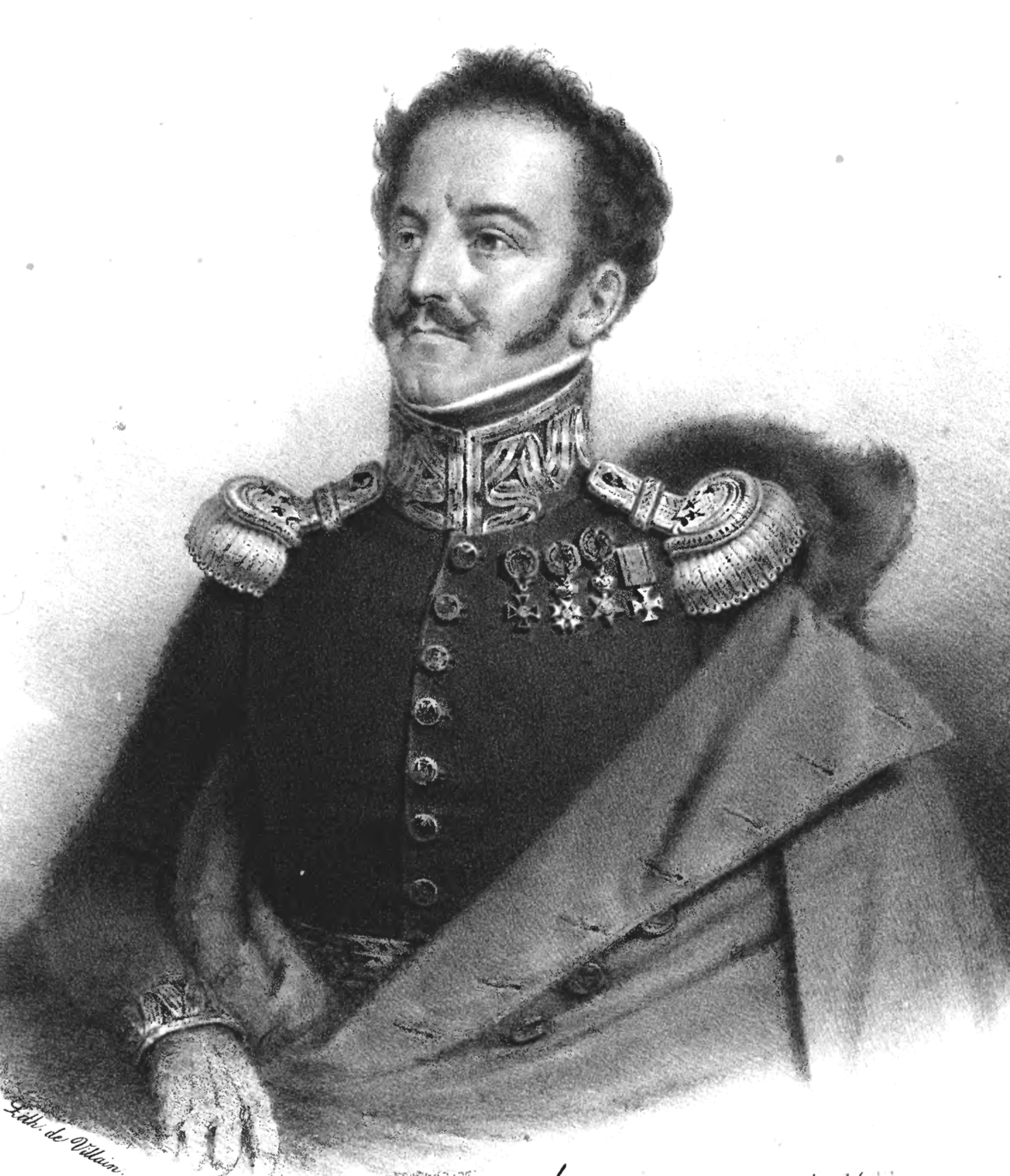
Jan Nepomucen Umiński, organizator 10 Pułku Huzarów

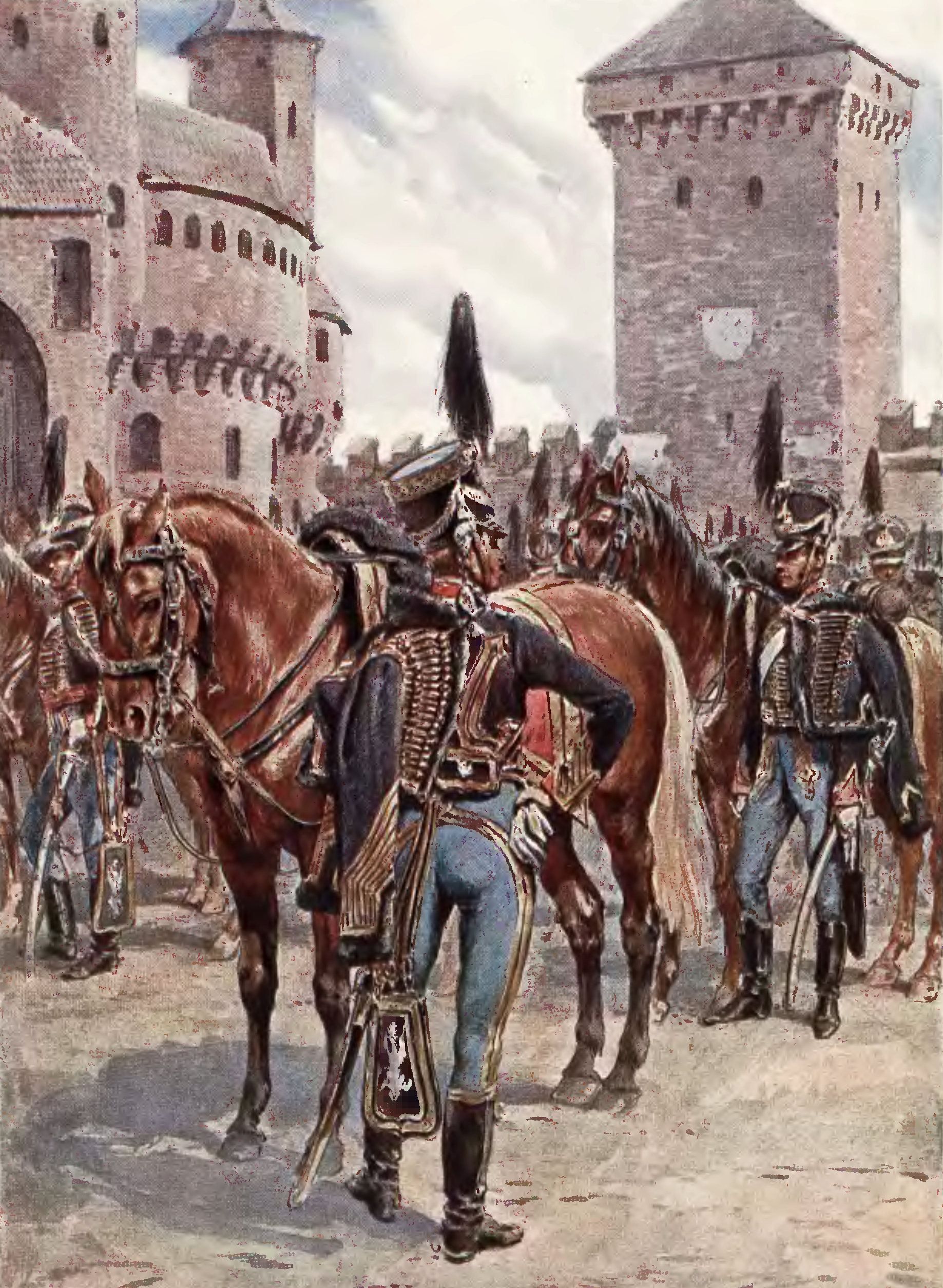
Żołnierze pułku

10 Pułk Huzarów (Złoci huzarzy)  – oddział jazdy polskiej Armii Księstwa Warszawskiego.

## Formowanie
Po raz pierwszy z inicjatywą utworzenia oddziału polskich huzarów wystąpił do Napoleona książę Jan Nepomucen Sułkowski w 1807.
Pułk powstał jednak dopiero w maju 1809 w departamentach wielkopolskich. Organizował go Jan Nepomucen Umiński (21 lipca 1809). Pod koniec 1809 roku pułk liczył 803 żołnierzy. Stacjonował w Pułtusku.
Walczył pod Jankowicami (11 czerwca 1809), Możajskiem (7 września 1812), nad Dźwiną, pod Drują i Woronowem (20 października 1812).
W 1811 stacjonował w Płocku, a jego zakład (szwadron rezerwowy) w Piotrkowie.

## Barwa
Ubiór huzarów w owym czasie należał do najatrakcyjniejszych, a służba w huzarskich pułkach była zaszczytem.
W skład munduru galowego oficera pułku wchodził:
- mentyk – kurtka wierzchnia granatowa, podszyta suknem karmazynowym z obrzeżem z baranka, ozdobiona pięcioma rzędami guzików po 18 lub 20 w rzędzie, szamerowaniami złotymi obszyta galonem dookoła i na plecach
- spodnie (rajtuzy) obcisłe, niebieskie z galonem na boku i wyszywane wzorem węgierskim na przodzie w sznytasy z wywijasami lub w kształcie grotu lancy
- buty węgierskie, czarne z przybitymi ostrogami
- czako okrągłe z daszkiem, kokardą, agrafą, kordonami i kitą
- pas srebrno-karmazynowy

Mundur mały składał się z:
- dolmana (doliman) sukiennego z karmazynowym kołnierzem, zapiętego na 5 guzików w trzech rzędach z pętlicami
- rajtuzów z szarego sukna z karmazynowymi lampasami o nogawkach zapiętych na 6 białych guzików

Oficerowie nosili oznaki stopni według systemu francuskiego w formie galonów naszytych na rękawach i wyszycia na przodzie spodni, a przy szabli temblaki plecione z czarnego rzemienia z chwastem ze srebrnej frędzli lub bulionami.
Kompania wyborcza pułku wyróżniała się czakiem (kołpakiem) futrzanym z daszkiem i wierzchem sukna granatowego ze szkarłatnymi sznurami i podpinkami metalowymi koloru guzików.
Ubiór huzarów polskich był bardzo podobny do mundurów huzarskich armii nieprzyjacielskich. Aby zapobiec pomyłkom na polu bitwy, dbano o to, by kity na czapkach były wąskie i opadające w dół, odpowiednio pochylone w odróżnieniu od sztywnych i mocno rozbudowanych w innych armiach. 
Przynależność narodową podkreślano także karmazynowymi kołnierzami i wyłogami rękawów oraz dużym wizerunkiem orła na szabeltasach, a czasem i na czaprakach.

## Uzbrojenie
Huzarzy uzbrojeni byli w szable różnych typów, przeważnie francuskie wz.1786 z żelazną polerowaną jednokabłąkową rękojeścią  w metalowej pochwie.
Broń palna to pistolety skałkowe wz. 1799 i 1804 oraz karabinki kawaleryjskie wz. 1799.

## Działania wojenne
Na wyprawę wojenną w 1812 10 pułk huzarów wyszedł z  II Korpusem Jazdy Rezerwowej gen. Ludwika Montbruna w 16 Brygadzie gen. Jacques'a Subervie.
W chwili przekroczenia granicy rosyjskiej pułk liczył 28 oficerów, 653 podoficerów i huzarów w czterech szwadronach. Posiadał 57 koni oficerskich i 647 żołnierskich. Dowodził nim doświadczony kawalerzysta pułkownik Jan Nepomucen Umiński.

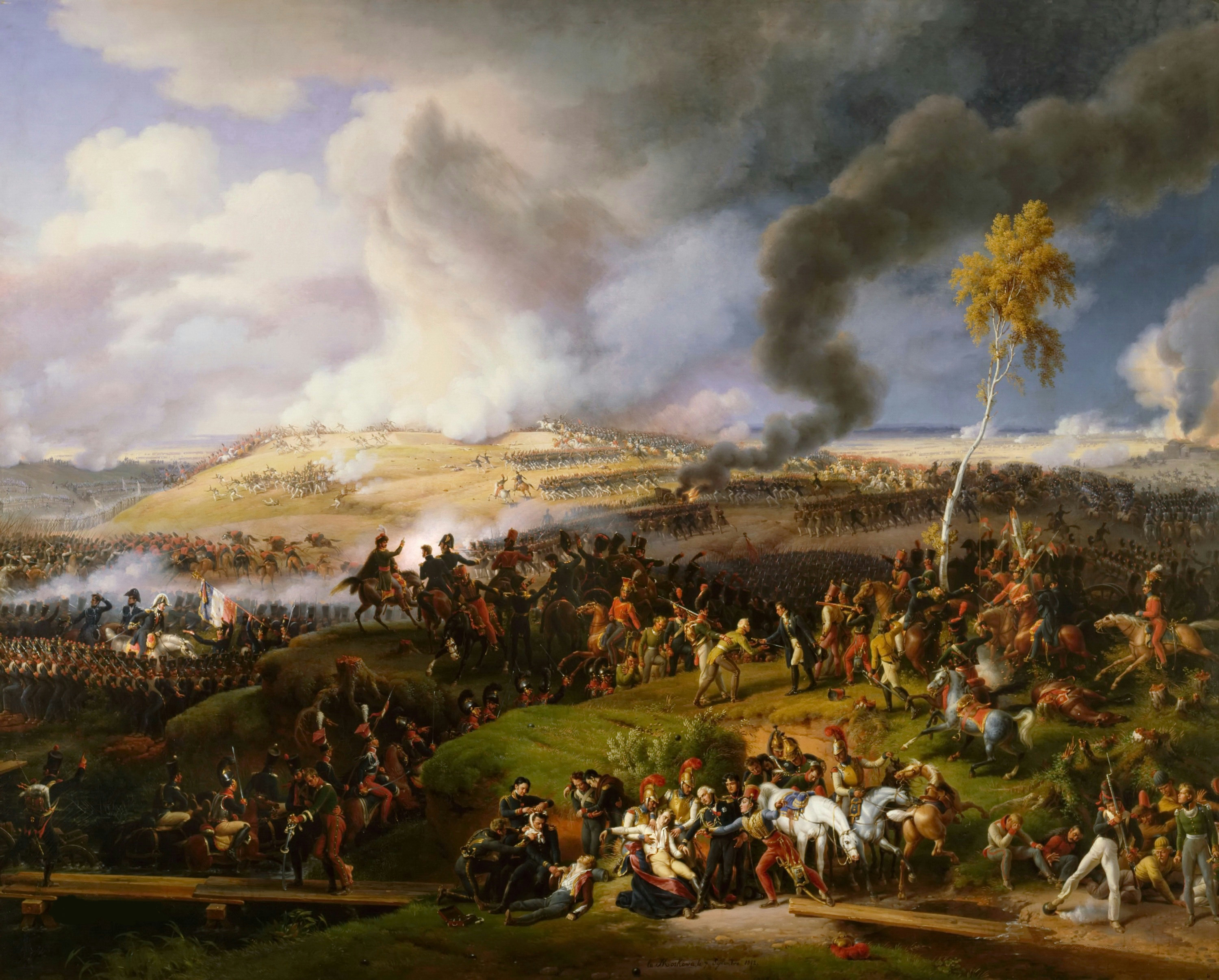
Bitwa pod Borodino.

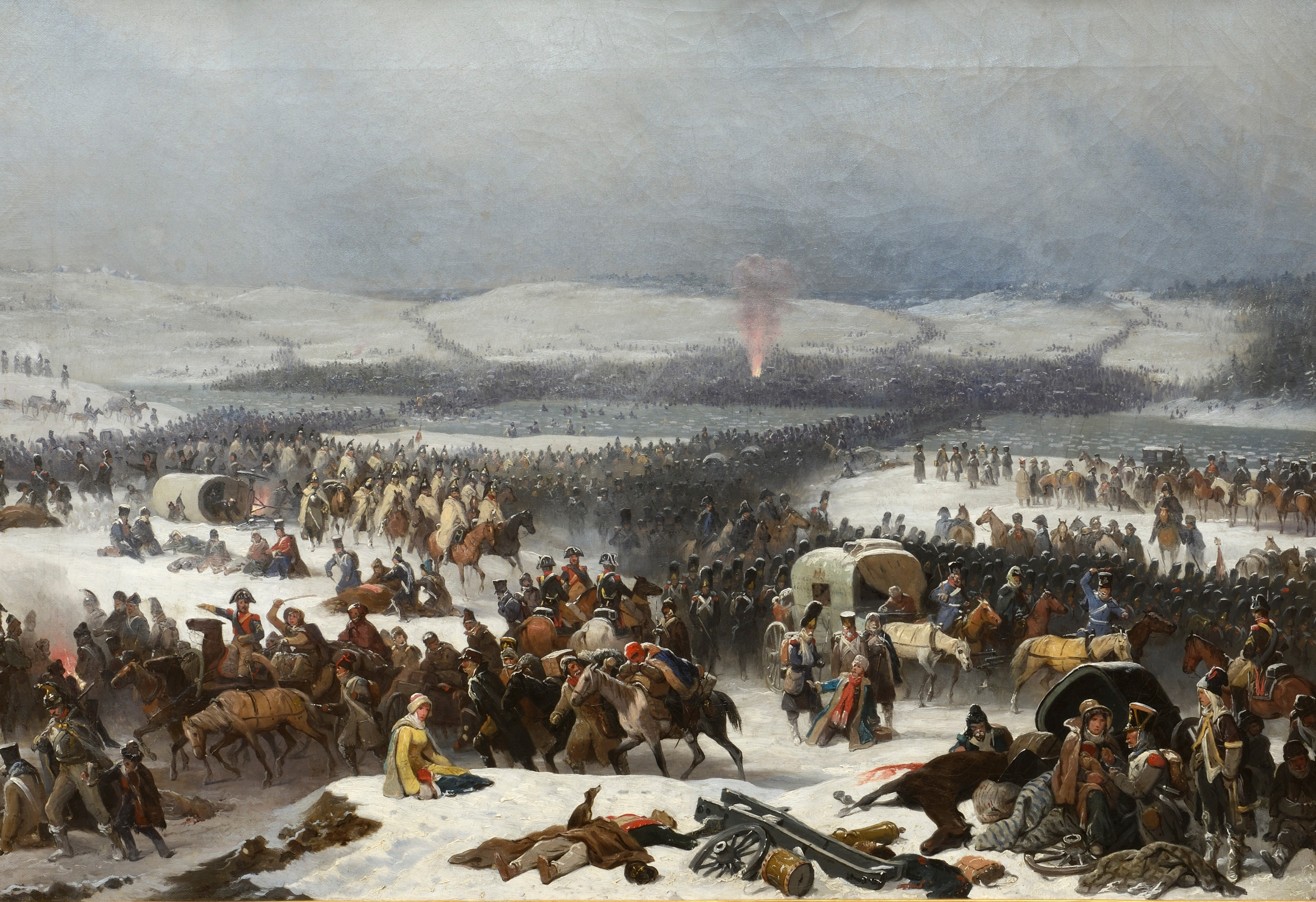
Bitwa nad Berezyną

Swój chrzest bojowy pułk przeszedł 10 czerwca 1812. Jego szwadrony starły się z kozakami gwardii pod Łopiejkami, atakując "z brawurą godną najwyższych pochwał". Generałowie francuscy podziwiali dzielność i zimną krew żołnierzy całego pułku.
Później trudy marszu wraz z całą jazdą odwodową Joachima Murata spowodowały duże straty w pułku, nim jeszcze stanął na polu największej bitwy pod Borodino.
Pułk wraz z innymi jednostkami kawalerii francuskiej wziął udział w szarży na wzgórze przed wsią Siemienowskaja, gdzie w południe 7 września rozegrała się największa bitwa jazdy.
Kronikarze odnotowali, że huzarze 10 pułku, jako straż przednia, 14 września 1812 roku jako pierwsi weszli do Moskwy.
W Wielkim odwrocie resztki pułku huzarów biły się jeszcze pod Drują i Borysowem, nad oblodzonymi brzegami Berezyny.

## Reorganizacja
Po powrocie do kraju pułk  zbierał się w Kozienicach. W lutym 1813 roku  pułk wspólnie z 13 pułkiem  wszedł w skład  brygady prawej z miejscem postoju w Będkowie.
W bitwie z Rosjanami pod Kaliszem rozegranej 13 lutego część żołnierzy 10 pułku z szefem szwadronu Ludwikiem Bukowskim została odcięta od głównych sił. Później weszła w skład dwu pułków ułanów kawalerii 17 Dywizji generała Jana Henryka Dąbrowskiego.

## Rozwiązanie 10 pułku (złotych) huzarów
Na mocy dekretu cesarskiego z 26 czerwca o organizacji nowego VIII Korpusu Polskiego, 13 pułk huzarów wchłonął ocalałych żołnierzy 10 pułku. W ramach reorganizacji wojska kawaleria polska podporządkowana została dowódcy IV Korpusu Jazdy Rezerwowej generałowi Franciszkowi Kellermanowi, który tworzył z polskim VIII Korpusem jedną całość.